# 3886 Shcherbakovia
A 3886 Shcherbakovia (ideiglenes jelöléssel 1981 RU3) a Naprendszer kisbolygóövében található aszteroida. Nyikolaj Sztyepanovics Csernih fedezte fel 1981. szeptember 3-án.